# Liste des ponts des Pays de la Loire protégés aux monuments historiques
Cet article recense les ponts protégés aux monuments historiques dans les Pays de la Loire, France.

## Liste
| Édifice                           | Département      | Commune                                            | Coordonnées                        | Notice                                                      | Protection        | Illustration                      |
| --------------------------------- | ---------------- | -------------------------------------------------- | ---------------------------------- | ----------------------------------------------------------- | ----------------- | --------------------------------- |
| Pont de la Vallée                 | Loire-Atlantique | Clisson                                            | 47° 05′ 13″ nord, 1° 16′ 47″ ouest | « PA00108593 »                                              | Classé MH (1922)  | Pont de la Vallée                 |
| Pont Saint-Antoine                | Loire-Atlantique | Clisson                                            | 47° 05′ 12″ nord, 1° 16′ 41″ ouest | « PA00108592 »                                              | Classé MH (1922)  | Pont Saint-Antoine                |
| Pont romain de Mouzillon          | Loire-Atlantique | Mouzillon                                          | 47° 08′ 17″ nord, 1° 16′ 54″ ouest | « PA00108650 »                                              | Inscrit MH (1925) | Pont romain de Mouzillon          |
| Pont de Bohardy                   | Maine-et-Loire   | Montrevault-sur-Èvre                               | 47° 15′ 50″ nord, 1° 02′ 48″ ouest | « PA00109210 »                                              | Classé MH (1978)  | Pont de Bohardy                   |
| Pont Vieux                        | Mayenne          | Laval                                              | 48° 04′ 06″ nord, 0° 46′ 10″ ouest | « PA00109550 »                                              | Inscrit MH (1926) | Pont Vieux                        |
| Pont muletier du moulin Fresnay   | Mayenne, Sarthe  | Auvers-le-Hamon, Beaumont-Pied-de-Bœuf             | 47° 54′ 03″ nord, 0° 24′ 15″ ouest | « PA00109643 » « PA00109671 »                               | Inscrit MH (1984) | Image manquante Téléverser        |
| Vieux pont sur la Vègre           | Sarthe           | Asnières-sur-Vègre                                 | 47° 53′ 22″ nord, 0° 14′ 02″ ouest | « PA00109664 »                                              | Inscrit MH (1984) | Vieux pont sur la Vègre           |
| Pont roman de Beaumont-sur-Sarthe | Sarthe           | Beaumont-sur-Sarthe, Maresché                      | 48° 13′ 25″ nord, 0° 07′ 49″ est   | « PA00109686 » « PA00109879 »                               | Inscrit MH (1988) | Pont roman de Beaumont-sur-Sarthe |
| Pont romain                       | Sarthe           | Montfort-le-Gesnois                                | 48° 02′ 46″ nord, 0° 25′ 05″ est   | « PA00109884 »                                              | Inscrit MH (1927) | Pont romain                       |
| Ponts du Port-la-Claye            | Vendée           | La Claye, Curzon, Lairoux, Saint-Cyr-en-Talmondais | 46° 28′ 03″ nord, 1° 17′ 18″ ouest | « PA00110079 » « PA00110086 » « PA00110151 » « PA00110229 » | Inscrit MH (1985) | Ponts du Port-la-Claye            |
| Pont de Fleuriau                  | Vendée           | Faymoreau, Puy-de-Serre                            | 46° 32′ 22″ nord, 0° 38′ 40″ ouest | « PA00110093 » « PA00110207 »                               | Inscrit MH (1982) | Pont de Fleuriau                  |
| Vieux pont des Ouillères          | Vendée           | Mervent                                            | 46° 31′ 21″ nord, 0° 44′ 54″ ouest | « PA00110168 »                                              | Classé MH (1910)  | Vieux pont des Ouillères          |
| Pont du Péplu                     | Vendée           | Rocheservière                                      | 46° 56′ 08″ nord, 1° 30′ 49″ ouest | « PA00110218 »                                              | Inscrit MH (1984) | Pont du Péplu                     |
| Pont de Boisseau                  | Vendée           | Saint-Georges-de-Montaigu                          | 46° 57′ 04″ nord, 1° 18′ 13″ ouest | « PA00110234 »                                              | Inscrit MH (1984) | Image manquante Téléverser        |
| Pont de Sénard                    | Vendée           | Montaigu-Vendée                                    | 47° 00′ 40″ nord, 1° 21′ 25″ ouest | « PA00110247 »                                              | Classé MH (1984)  | Pont de Sénard                    |
| Vieux pont de Vouvant             | Vendée           | Vouvant                                            | 46° 34′ 18″ nord, 0° 46′ 00″ ouest | « PA00110289 »                                              | Inscrit MH (1927) | Vieux pont de Vouvant             |